# سوریه در المپیک تابستانی ۲۰۲۴
کاروان المپیکی سوریه، یکی از کاروان‌های شرکت‌کننده در بازی‌های المپیک تابستانی ۲۰۲۴ بود. این دوره از بازی‌ها از ۲۶ ژوئیه تا ۱۱ اوت ۲۰۲۴ (۵ تا ۲۱ امرداد ۱۴۰۳ خورشیدی) به میزبانی پاریس، پایتخت فرانسه برگزار شد. این حضور، پانزدهمین حضور کاروانی از سوریه در ادوار المپیک بود. در پایان این دوره سوریه موفق به کسب مدال نشد و در جدول رده‌بندی این دوره از مسابقات جایی نداشت.
در میان مقامات این کاروان، عمر الروب حضور داشت. برخی وی را متهم به شرکت، کشتار و جنایت علیه مخالفین دولت بشار اسد در طول جنگ داخلی سوریه کردند و اعتراضاتی در این مورد رخ داد که منجر به کنار گذاشتن وی شد.

## پیش‌زمینه
سوریه نخستین حضور خود را در بازی‌های المپیک تابستانی ۱۹۴۸ تجربه کرد. سپس آنها در دو دوره بعدی (۱۹۵۲ و ۱۹۵۶) غایب بودند. سپس در ۱۹۶۰، به عنوان بخشی از جمهوری متحد عربی شرکت کردند؛ پیش از آن که این تیم برای المپیک ۱۹۷۶ مونترال به دو بخش سوریه و تیم بزرگتر مصر تقسیم شود. این کاروان پس از ۱۹۸۰، در تمامی ادوار المپیک شرکت کرده است.

## شرکت‌کنندگان
شش ورزشکار سوری، در شش ورزش گوناگون به رقابت پرداختند.
| ورزش        | مردان | زنان | مجموع |
| ----------- | ----- | ---- | ----- |
| دو و میدانی | ۰     | ۱    | ۱     |
| سوارکاری    | ۱     | ۰    | ۱     |
| ژیمناستیک   | ۱     | ۰    | ۱     |
| جودو        | ۱     | ۰    | ۱     |
| شنا         | ۱     | ۰    | ۱     |
| وزنه‌برداری  | ۱     | ۰    | ۱     |
| مجموع       | ۵     | ۱    | ۶     |

## جنجال بر سر کمیته پارالمپیک سوریه
یک کمپین توسط سوری‌ها، چند روز پیش از آغاز المپیک آغاز شد که کانون توجهات آن، عمر الروب بود. عمر الروب، معاون ریاست کمیته المپیک سوریه و همچنین ریاست کمیته پارالمپیک را برعهده داشت. تحقیقات نشان می‌داد وی در دوره ریاست اتحادیه ملی دانش‌آموزان سوریه (NUSS) بین سال‌های ۲۰۱۱ تا ۲۰۱۳ مرتکب جنایت شده است. در پی این تحقیقات، او از حضور در این مسابقات کناره‌گیری کرد. ابتدا در سال ۲۰۲۳ خوش‌آمد گویی از وی به عنوان مقام رسمی صورت گرفت، اما متعاقبا نشان داده شد که وی به عنوان دومین مقام نظامی گردان‌های بعث، در سرکوب معترضین در حلب در سال ۲۰۱۱ نقش فعالی داشته است که منجر به اعتراض نسبت به حضور وی در کاروان این کشور شد.